# Thomas Grey, 2. hrabě ze Stamfordu
Thomas Grey, 2. hrabě ze Stamfordu (Thomas Grey, 2nd Earl of Stamford, 3rd Baron Grey de Groby) (1654 – 31. ledna 1720) byl anglický politik ze starobylého šlechtického rodu Greyů. Od mládí byl členem Sněmovny lordů a patřil k radikálním whigům, jako odpůrce stuartovského absolutismu byl v roce 1685 uvězněn. Později podpořil Slavnou revoluci a dvakrát byl ministrem obchodu (1697-1702, 1707-1711).

## Životopis
Pocházel z rodové linie, která užívala titul hrabat ze Stamfordu od roku 1628 na základě dědictví stejnojmenného panství po rodině Cecilů. Narodil se jako jediný syn Thomase Greye (1623-1657), který byl za občanské války vlivným parlamentním politikem a signatářem rozsudku smrti nad Karlem I., po matce Elizabeth Bourchier (1628-1660) pocházel z rodiny hrabat z Bathu. Titul hraběte ze Stamfordu zdědil po dědečkovi v roce 1673 a po dosažení zletilosti vstoupil do Sněmovny lordů. Politicky vystupoval jako radikální stoupenec strany whigů a v letech 1685-1686 byl vězněn kvůli podezření z účasti na Monmouthově spiknutí. V roce 1688 podpořil nástup Viléma Oranžského a za jeho vlády dosáhl dalšího vzestupu. Od roku 1694 byl členem Tajné rady, poté byl členem vlády jako lord kancléř vévodství lancasterského (1697-1702) a prezident úřadu pro obchod a kolonie (1699-1702). Zároveň byl místodržitelem a nejvyšším sudím v hrabství Devon (1696-1702) a nejvyšším sudím v Leicesteru (1689-1702). O většinu funkcí přišel po nástupu královny Anny a musel se dočasně stáhnout do ústraní, později byl ale znovu prezidentem obchodního úřadu (1707-1711).
Byl dvakrát ženatý a měl čtyři děti, tři syny a jednu dceru, všichni potomci ale zemřeli v dětství. Titul hraběte ze Stamfordu po Thomasově smrti přešel na bratrance George Greye (1685-1739). V této linii rod vymřel v roce 1976. Sídlem hrabat ze Stamfordu byl původně zámek Bradgate House (Leicestershire), který je dnes ve zříceninách.